# Daptonema paroistospiculoides
Daptonema paroistospiculoides is een rondwormensoort uit de familie van de Xyalidae. De wetenschappelijke naam van de soort is voor het eerst geldig gepubliceerd in 1959 door Allgén.